# La Tienda en Casa
La Tienda en Casa es un canal de televisión español dedicado a la comunicación comercial, es decir, a la venta de productos y servicios comúnmente denominados teletienda. El canal emite a través de diversas cadenas de televisión en abierto de forma parcial, como la TDT.

## Televisión en abierto
- Tienda en Veo, perteneciente al grupo Unidad Editorial, emitió la señal de La Tienda en Casa desde el 15 de diciembre de 2006 hasta el 21 de diciembre de 2010.
- Cincoshop, perteneciente al grupo Mediaset España, emitió la señal de La Tienda en Casa desde el 1 de enero de 2008 hasta el 30 de septiembre de 2010.
- Promo, perteneciente al grupo Prisa TV, emitió la señal de La Tienda en Casa desde el año 2008 hasta el 1 de junio de 2009. Ese mismo día cedió su espacio a Canal Club, operado por Mediaset España en TDT y por Prisa TV en Canal+.
- Canal Club, perteneciente al grupo Prisa TV, emitió la señal de La Tienda en Casa desde el mes de septiembre de 2007 hasta el día 1 de abril de 2011 en Televisión Digital Terrestre. El 1 de enero de 2011 dejó de emitir a través del dial 88 de Canal+ pero continuó emitiendo a través de su señal en TDT. Finalmente, sus emisiones cesaron el 1 de abril del mismo año, siendo sustituido por el canal La Tienda en Casa, de similares contenidos. El 1 de julio de 2011, el canal regresó a la oferta de Canal+, a través de la cual continúa emitiendo.
- La Tienda en Casa, perteneciente al grupo Mediaset España, sustituyó en TDT a Canal Club el día 1 de abril del 2011. El canal continuó sus emisiones hasta el 31 de diciembre de 2012, cuando fue sustituido por Nueve, el canal de Mediaset España destinado al público femenino convencional.
- La Tienda en Casa, perteneciente al grupo Vocento, sustituyó a La 10 el 1 de enero de 2012 de manera provisional. El canal cesó sus emisiones en esta señal el 22 de marzo de 2012 para dejar paso a las de Paramount Channel.[1] Aun así, La Tienda en Casa continuó emitiéndose a través de la señal de Mediaset España hasta diciembre de 2012.[2][3]
- Tienda, perteneciente al grupo Unidad Editorial, sustituyó provisionalmente a Marca TV entre el 1 de agosto de 2013 y el 6 de mayo de 2014, día en que se resolvió la suspensión de las licencias de TDT ratificada por el Tribunal Supremo.[4]
- LTC, perteneciente al grupo Vocento, sustituyó provisionalmente a Intereconomía entre el 14 de febrero y el 5 de mayo de 2014, un día antes de que se resolviera la suspensión de las licencias de TDT ratificada por el Tribunal Supremo. Tras su cierre, Paramount Channel pasó a emitir a través de esta frecuencia para alcanzar una mayor cobertura.
- El programa de La Tienda en Casa emitía su programación por la madrugada a través de diversas cadenas de televisión en abierto del grupo Mediaset España hasta que en 2021 fue sustituido por el programa de Mejor Llama a Kiko, que era producción propia de la cadena.

NOTA: En el mes de septiembre de 2010, el Ministerio de Industria exigió a Gestevisión Telecinco el cierre inmediato de Cincoshop, ya que consideró que estos grupos estaban vulnerando el límite de cuatro emisiones simultáneas que recoge la Ley General de la Comunicación Audiovisual. En cambio el Ministerio no solicitó a Veo Televisión S. A. y Sogecable el cierre de sus canales Tienda en Veo y Canal Club, respectivamente, debido a que estaban usando solo cuatro canales, contando el canal de teletienda. Tienda en VEO cerró en diciembre, debido a la creación de 13 TV y Canal Club cesó el 1 de abril del mismo año, siendo sustituido por el canal La Tienda en Casa, de similares contenidos, que finalmente cesó el 31 de diciembre de 2012, cuando fue sustituido por Nueve, el canal de Mediaset España.

## En el extranjero
En Portugal, este modelo también existe "A Loja em Casa", pero se transmite en forma de publicidad en los canales públicos y privados generalistas.